# Thereva ustulata
Thereva ustulata är en tvåvingeart som beskrevs av Krober 1912. Thereva ustulata ingår i släktet Thereva och familjen stilettflugor.
Artens utbredningsområde är Québec. Inga underarter finns listade i Catalogue of Life.